# Bogdan Bărbulescu
Bogdan Bărbulescu (ur. 14 października 1984) – rumuński judoka. Uczestnik mistrzostw świata w 2009. Startował w Pucharze Świata w latach 2003–2009, 2011 i 2015. Brązowy medalista igrzysk frankofońskich w 2009. Mistrz Rumunii w latach 2006–2009, 2014 i 2015.